# 30 hits in een box
30 hits in een box is het eerste verzamelalbum van de meidengroep K3. Het album is verschenen in 2001. In Nederland stond het album 20 weken in de Album Top 100, met als hoogste plaats de 52e plaats. In de Vlaamse Ultratop 50 stond het nummer 6 weken op nummer 1. In totaal stond het nummer 66 weken (meer dan een jaar) in de Ultratop 50.

## Tracklist CD 1
- 1. Yeke yeke
- 2. Wat ik wil
- 3. Heyah mama
- 4. Op elkaar
- 5. Parels
- 6. I love you baby
- 7. Ik kom tot leven
- 8. Altijd van je dromen
- 9. Geen tweede keer
- 10. Zonder jou
- 11. Oh ja

## Tracklist CD 2
- 1. Op elkaar (remix)
- 2. Heyah mama (remix)
- 3. Yeke yeke (remix)
- 4. Wat ik wil (remix)
- 5. Altijd van je dromen (karaoke)
- 6. Wat ik wil (karaoke)
- 7. Heyah mama (karaoke)
- 8. Yeke yeke (karaoke)
- 9. I love you baby (karaoke)
- 10. Op elkaar (karaoke)

## Tracklist CD 3
- 1. Alle kleuren
- 2. Hippie shake
- 3. Yippee Yippee
- 4. Leonardo
- 5. Oma's aan de top
- 6. 1,2 doe met me mee
- 7. Miljoen
- 8. Laat de wind maar waaien
- 9. Om te dromen
- 10. Ik schreeuw het van de daken
- 11. Jongens zijn gek
- 12. Doe maar

## Tracklist CD 4
- 1. Ster aan de hemel
- 2. Stapelgek
- 3. Alle kleuren (karaoke)
- 4. Yippee yippee (karaoke)
- 5. Oma's aan de top (karaoke)
- 6. Hippie shake (karaoke)

## Singles uit het album
1. Wat ik wil
2. Heyah mama
3. Yeke yeke
4. I love you baby
5. Op elkaar (remix)
6. Alle kleuren
7. Yippee Yippee
8. Oma's aan de top
9. Hippie shake

## Videoclips uit het album
1. Heyah mama
2. Yeke yeke
3. Op elkaar
4. I love you baby
5. Alle kleuren
6. Hippie shake
7. Yippee Yippee
8. Oma's aan de top